# Liste des exécutions les plus récentes par pays
La peine capitale est maintenue en droit par 55 pays, 140 pays l'ayant abolie en droit ou en pratique. Les exécutions légales les plus récentes effectuées par les nations et autres entités ayant une juridiction pénale sur les personnes présentes sur son territoire sont énumérées ci-dessous. Les exécutions extrajudiciaires et les assassinats ne sont pas inclus. En général, les exécutions effectuées sur le territoire d'un État souverain lorsqu'il était une colonie ou avant que l'État souverain n'obtienne son indépendance ne sont pas incluses.[évasif]

## Afrique
| Pays                                    | Date de dernière exécution                              | Nom | Crime                                            | Méthode                    |
| --------------------------------------- | ------------------------------------------------------- | --- | ------------------------------------------------ | -------------------------- |
| Afrique du Sud                          | 14 novembre 1989                                        | Solomon Ngobeni (en) | meurtre                                          | pendaison                  |
| Algérie                                 | août 1993                                               | 7 terroristes islamistes anonymes                                                                                                  | terrorisme                                       | peloton d'exécution        |
| Angola                                  | 1977                                                    | Nito Alves (en) et plusieurs de ses partisans                                                                                      | trahison                                         | peloton d'exécution        |
| Bénin                                   | 23 septembre 1987                                       | | meurtre                                          |                            |
| Bophuthatswana                          | 13 décembre 1990,                                       | Alpheus Sekoboane | meurtre                                          | pendaison                  |
| Botswana                                | 11 juin 2021                                            | Phemelo Botogeleng | meurtre                                          | pendaison                  |
| Burkina Faso                            | 1988                                                    | | meurtre                                          |                            |
| Burundi                                 | 2000                                                    | 2 soldats | meurtre                                          |                            |
| Cameroun                                | janvier 1997                                            | homme anonyme |                                                  | pendaison                  |
| Cap-Vert                                | 1835                                                    | |                                                  |                            |
| Comores                                 | 1997                                                    | |                                                  |                            |
| Côte d'Ivoire                           | Aucune depuis l'indépendance du pays le 7 août 1960     | |                                                  |                            |
| Djibouti                                | Aucune depuis l'indépendance du pays le 27 juin 1977    | |                                                  |                            |
| Égypte                                  | 11 août 2022                                            | Walid Abdel-Rahman et Mohamed Osama                                                                                                | meurtre                                          | pendaison                  |
| Érythrée                                |                                                         | |                                                  |                            |
| Eswatini                                | 2 juillet 1983                                          | Philippa Mdluli | meurtre                                          | pendaison                  |
| Éthiopie                                | 6 août 2007                                             | Major Tsehaye Woldesellasie | meurtre                                          | arme à feu                 |
| Gabon                                   | 11 août 1985                                            | Alexandre Mandja Ngokouta | tentative de coup d'État                         | peloton d'exécution        |
| Gambie                                  | 24 août 2012                                            | Lamin B. Darboe, Alieu Bah, Lamin Jarju, Dawda Bojang, Abubacarr Yarboi, Malang Sonko, Lamin F. Jammeh, Gibril Bah et Tabara Samba | trahison et meurtre                              | arme à feu                 |
| Ghana                                   | 2 juillet 1983                                          | 12 hommes | meurtre et vol qualifié                          | arme à feu                 |
| Guinée                                  | 21 avril 2001,                                          | 3 personnes | vol qualifié                                     | arme à feu                 |
| Guinée-Bissau                           | 18 juillet 1986                                         | Paulo Correia, Viriato Rodrigues Pā, Benhancaren Na Tchanda, Pedro Ramos, Braima Bangura et N'Bunhe Sanbu                          | tentative de coup d'État                         | arme à feu                 |
| Guinée équatoriale                      | janvier 2014                                            | 9 personnes anonymes |                                                  | arme à feu                 |
| Kenya                                   | 9 juillet 1987                                          | Hezekiah Ochuka (en) et Pancras Oteyo Okumu                                                                                        | trahison                                         | pendaison                  |
| Lesotho                                 | 1995                                                    | |                                                  | pendaison                  |
| Liberia                                 | 2000                                                    | |                                                  | pendaison                  |
| Libye                                   | 30 mai 2010                                             | 18 hommes anonymes | meurtre                                          | arme à feu                 |
| Madagascar                              | 1958                                                    | |                                                  |                            |
| Malawi                                  | 26 septembre 1992,                                      | |                                                  | pendaison                  |
| Mali                                    | 21 août 1980                                            | Mamadou Keita et Karuba Coulibaly                                                                                                  | meurtre                                          | arme à feu                 |
| Maroc                                   | 9 août 1993                                             | Moustapha Tabet (en) | viol                                             | peloton d'exécution        |
| Maurice                                 | 10 octobre 1987                                         | Eshan Nayeck (en) | meurtre                                          | pendaison                  |
| Mauritanie                              | 1987                                                    | 3 officiers des forces armées | trahison                                         | peloton d'exécution        |
| Mozambique                              | mai 1986                                                | |                                                  |                            |
| Namibie                                 | mai 1988                                                | Sagarias Ariseb | meurtre                                          | pendaison                  |
| Niger                                   | 1976                                                    | Bayéré Moussa, Sidi Mohamed et Ahmed Mouddour                                                                                      | trahison                                         |                            |
| Nigeria                                 | 23 décembre 2016                                        | Ogbomoro Omoregie, Apostle Igene et Mark Omosowhota                                                                                | meurtre et vol à main armée                      | pendaison                  |
| Ouganda                                 | 2005                                                    | |                                                  | peloton d'exécution        |
| République arabe sahraouie démocratique | 1976                                                    | |                                                  |                            |
| République centrafricaine               | janvier 1981                                            | 6 officiels anonymes |                                                  | peloton d'exécution        |
| République démocratique du Congo        | 2003                                                    | Soldat anonyme |                                                  | arme à feu                 |
| République du Congo                     | octobre 1982                                            | 2 hommes | meurtre                                          | peloton d'exécution        |
| Rwanda                                  | 24 avril 1998                                           | Froduald Karamira et au moins 21 autres personnes                                                                                  | génocide                                         | peloton d'exécution        |
| Sao Tomé-et-Principe                    | Aucune depuis l'indépendance du pays le 12 juillet 1975 | |                                                  |                            |
| Sénégal                                 | 15 juin 1967,                                           | Moustapha Lô (en) | trahison (tentative de meurtre sur le président) | peloton d'exécution        |
| Seychelles                              | Aucune depuis l'indépendance du pays le 29 juin 1976    | |                                                  |                            |
| Sierra Leone                            | 19 octobre 1998                                         | 24 soldats (23 hommes, 1 femme) | haute trahison                                   | peloton d'exécution public |
| Somalie                                 | 31 octobre 2022                                         | Nur Weni, Hassan Ali Moallem et Issaq Kero Adam                                                                                    | terrorisme                                       | arme à feu                 |
| Somaliland                              | 6 septembre 2022                                        | 4 condamnés anonymes | meurtre                                          | peloton d'exécution        |
| Soudan                                  | 9 février 2021                                          | Eliza Aban Othu | meurtre                                          | pendaison                  |
| Soudan du Sud                           | 29 janvier 2025                                         | Sabir Abdallah Abusam | viol et meurtre                                  | pendaison                  |
| Tanzanie                                | octobre 1994                                            | 7 hommes anonymes, 1 femme anonyme                                                                                                 |                                                  |                            |
| Tchad                                   | 29 août 2015                                            | Mahamat Mustapha et 9 hommes anonymes                                                                                              | terrorisme                                       | armes à feu                |
| Togo                                    | 1978                                                    | M. Adjata Koffi | meurtre                                          |                            |
| Tunisie                                 | 1991                                                    | Naceur Damergi | meurtre                                          | pendaison                  |
| Venda                                   | 31 janvier 1991                                         | John Tsakani Chauke |                                                  | pendaison                  |
| Zambie                                  | octobre 1997                                            | Abraham Kasongo, Nelson Ngindano, Dennis Chembe, Robert Mulumbi, David Kapunga, John Gombo, Joe Chilada et Christopher Oldfield    | meurtre                                          | pendaison                  |
| Zimbabwe                                | 22 juillet 2005                                         | |                                                  | pendaison                  |

## Amériques
| Pays                            | Date de dernière exécution    | Nom                                                                                          | Crime                                            | Méthode             |
| ------------------------------- | ----------------------------- | -------------------------------------------------------------------------------------------- | ------------------------------------------------ | ------------------- |
| Antigua-et-Barbuda              | 2 février 1991                | Tyrone Nicholas                                                                              | meurtre                                          | pendaison           |
| Argentine                       | 12 juin 1956                  | Juan José Valle                                                                              | trahison                                         | peloton d'exécution |
| Bahamas                         | 6 janvier 2000                | David Mitchell                                                                               | meurtre                                          | pendaison           |
| Barbade                         | 10 octobre 1984               | Noel Jordan, Melvin Inniss et Errol Farrell                                                  |                                                  | pendaison           |
| Belize                          | 19 juin 1985                  | Kent Bowers (en)                                                                             | meurtre                                          | pendaison           |
| Bermudes                        | 3 décembre 1977               | Erskine Burrows et Larry Tacklyn                                                             | meurtre                                          | pendaison           |
| Bolivie                         | 30 août 1973                  | Melquiades Suxo                                                                              | meurtre                                          | arme à feu          |
| Brésil                          | 28 avril 1876                 | Francisco (en)                                                                               | meurtre                                          | pendaison           |
| Canada                          | 11 décembre 1962              | Ronald Turpin (en) et Arthur Lucas (en)                                                      | meurtre capital (en)                             | pendaison           |
| Chili                           | 29 janvier 1985               | Carlos Topp Collins (en) et Jorge Sagredo (en)                                               | meurtre                                          | arme à feu          |
| Colombie                        | 5 mai 1907                    | Manuel Saturio Valencia (en)                                                                 | incendie volontaire                              | peloton d'exécution |
| Costa Rica                      | 1859                          |                                                                                              |                                                  |                     |
| Cuba                            | 11 avril 2003,                | Lorenzo Enrique Copello Castillo, Bárbaro Leodán Sevilla García et Jorge Luis Martínez Isaac | piraterie                                        | peloton d'exécution |
| Dominique                       | 8 août 1986                   | Frederick Newton (en)                                                                        | meurtre résultant d'une tentative de coup d'État | pendaison           |
| Équateur                        | 1884                          |                                                                                              |                                                  |                     |
| États-Unis                      | 1er mai 2025                  | Jeffrey Hutchinson                                                                           | quadruple homicide                               | injection létale    |
| Grenade                         | 17 octobre 1978               | Charles Ferguson                                                                             | meurtre                                          | pendaison           |
| Guatemala                       | 20 juin 2000                  | Amilcar Cetio Perez (en) et Tomas Cerrate Hernandez (en)                                     | meurtre aggravé                                  | injection létale    |
| Guyana                          | août 1997                     | Michael Archer et Peter Adams                                                                | meurtre                                          | pendaison           |
| Haïti                           | 1972                          |                                                                                              |                                                  |                     |
| Honduras                        | 1940                          |                                                                                              |                                                  |                     |
| Jamaïque                        | août 1997                     | Nathan Foster et Stanford Dinnal                                                             | meurtre                                          | pendaison           |
| Mexique                         | 1961 (militaire) 1957 (civil) | Isaías Constante Laureano Juan Zamarripa, Francisco Ruiz Corrales                            | meurtre infanticide                              | peloton d'exécution |
| Nicaragua                       | 1930                          |                                                                                              |                                                  |                     |
| Panama                          | 1903                          |                                                                                              |                                                  |                     |
| Paraguay                        | 1er décembre 1917             | Gastón Gadin                                                                                 | meurtres multiples                               | arme à feu          |
| Pérou                           | 20 janvier 1979               | Julio Alfonso Vargas Garayar                                                                 | espionnage                                       | peloton d'exécution |
| République dominicaine          | 1966                          |                                                                                              |                                                  |                     |
| Saint-Christophe-et-Niévès      | 19 décembre 2008              | Charles Laplace (en)                                                                         | meurtre                                          | pendaison           |
| Sainte-Lucie                    | 17 octobre 1995               | Joseph Solomon (en)                                                                          | meurtre                                          | pendaison           |
| Saint-Vincent-et-les-Grenadines | 13 février 1995               | Douglas Hamlet (en), Franklin Thomas (en) et David Thomas (en)                               | meurtre                                          | pendaison           |
| Salvador                        | 1973                          |                                                                                              |                                                  |                     |
| Suriname                        | 13 mars 1982,                 | Wilfred Hawker (en)                                                                          | trahison                                         | peloton d'exécution |
| Trinité-et-Tobago               | 28 juillet 1999               | Anthony Briggs                                                                               | meurtre                                          | pendaison           |
| Uruguay                         | 25 septembre 1902             | Manuel Paes et Aurelio González                                                              | meurtres multiples                               | arme à feu          |
| Venezuela                       | jamais utilisée               |                                                                                              |                                                  |                     |

## Asie
| Pays                | Date de dernière exécution                               | Nom                                                                          | Crime                                                 | Méthode                                         |
| ------------------- | -------------------------------------------------------- | ---------------------------------------------------------------------------- | ----------------------------------------------------- | ----------------------------------------------- |
| Afghanistan         | 11 avril 2025                                            | quatre hommes anonymes                                                       | meurtre                                               | peloton d'exécution en public                   |
| Arabie saoudite     | 13 avril 2025                                            | Badshah Qul Suleimani                                                        | trafic de drogue                                      | décapitation publique                           |
| Bahreïn             | 27 juillet 2019                                          | Ali Mohammed al-Arab, Ahmad Issa al-Mulla et 1 homme anonyme                 | terrorisme                                            | peloton d'exécution                             |
| Bangladesh          | 8 mars 2022                                              | Shipon Hawladar et Naisul Islam                                              | meurtre                                               | pendaison                                       |
| Bhoutan             | 1974                                                     |                                                                              |                                                       |                                                 |
| Birmanie            | 23 juillet 2022                                          | Kyaw Min Yu (en), Zayar Thaw (en), Hla Myo Aung et Aung Thura Zaw            | terrorisme et meurtre                                 | pendaison                                       |
| Brunei              | Aucune depuis l'indépendance du pays le 1er janvier 1984 |                                                                              |                                                       |                                                 |
| Cambodge            | 1989                                                     |                                                                              |                                                       |                                                 |
| Chine               | 15 septembre 2022                                        | Zhang Tao                                                                    | meurtre                                               | injection létale                                |
| Corée du Nord       | janvier 2022                                             | 1 femme et 1 homme anonymes (A et B)                                         | visualisation et distribution de vidéos sud-coréennes | peloton d'exécution public                      |
| Corée du Sud        | 31 décembre 1997                                         | 23 criminels dont Kim Yong-je, Lee Sang-su, Lee Young-gil                    | meurtre, terrorisme                                   | pendaison                                       |
| Émirats arabes unis | 2021                                                     | homme anonyme                                                                |                                                       | pendaison                                       |
| Hong Kong           | 16 novembre 1966,                                        | Wong Kai Kei                                                                 | vol qualifié-meurtre                                  | pendaison                                       |
| Inde                | 20 mars 2020                                             | Akshay Thakur, Mukesh Singh, Pawan Gupta et Vinay Sharma                     | viol collectif et meurtre                             | pendaison                                       |
| Indonésie           | 29 juillet 2016                                          | Freddy Budiman, Seck Osmane, Michael Titus Igweh et Humphrey Ejike           | infractions liées à la drogue                         | peloton d'exécution                             |
| Irak                | 15 juin 2022                                             | 4 hommes anonymes                                                            | meurtre et terrorisme                                 | pendaison                                       |
| Iran                | 14 janvier 2023                                          | Alireza Akbari                                                               | espionnage                                            | pendaison                                       |
| Israël              | 31 mai 1962                                              | Adolf Eichmann                                                               | crime contre l'humanité, crimes contre le peuple juif | pendaison                                       |
| Japon               | 27 juin 2025                                             | Takahiro Shiraishi                                                           | meurtre et viol                                       | pendaison                                       |
| Jordanie            | 4 mars 2017                                              | 15 hommes anonymes                                                           | meurtre et terrorisme                                 | pendaison                                       |
| Kazakhstan          | 2003                                                     |                                                                              |                                                       |                                                 |
| Kirghizistan        | Aucune depuis l'indépendance du pays le 25 décembre 1991 |                                                                              |                                                       |                                                 |
| Koweït              | 25 janvier 2017                                          | 15 hommes anonymes                                                           | meurtre et/ou viols                                   | pendaison                                       |
| Laos                | 1989                                                     |                                                                              |                                                       |                                                 |
| Liban               | 17 janvier 2004,                                         | Badih Hamadeh, Remi Antoine Zaatar et Ahmed Mansour                          | meurtre                                               | peloton d'exécution, pendaison                  |
| Macao               | 19e siècle                                               |                                                                              |                                                       |                                                 |
| Malaisie            | 24 mai 2017                                              | Yong Kar Mun et un autre homme anonyme                                       | vol à main armée/meurtre                              | pendaison                                       |
| Maldives            | Aucune depuis l'indépendance du pays le 26 juillet 1965  |                                                                              |                                                       |                                                 |
| Mongolie            | 2008,                                                    |                                                                              |                                                       |                                                 |
| Népal               | 1979                                                     |                                                                              |                                                       |                                                 |
| Oman                | 2021                                                     |                                                                              |                                                       |                                                 |
| Ouzbékistan         | 1er mars 2005                                            | Talipkhojaev Akhrorkhoja Akbarkhojayevich                                    |                                                       | arme à feu unique                               |
| Pakistan            | 24 novembre 2019                                         | Brigadier Raja Rizwan (en)                                                   | espionnage et haute trahison                          | pendaison                                       |
| Palestine           | 4 septembre 2022,                                        | 5 hommes (N. A., Kh. S., A. E., M. Z. et J. Q.)                              | meurtre et espionnage                                 | pendaison et exécution par arme à feu publiques |
| Philippines         | 4 janvier 2000                                           | Alex Bartolome                                                               | viol d'un enfant                                      | injection létale                                |
| Qatar               | 21 mai 2020                                              | Anil Chaudhary                                                               | meurtre                                               | peloton d'exécution                             |
| Singapour           | 7 octobre 2022                                           | 1 homme anonyme                                                              | infractions liées à la drogue                         | pendaison                                       |
| Sri Lanka           | 23 juin 1976                                             | Chardradasa Jayasinghe                                                       | meurtre                                               | pendaison                                       |
| Syrie               | 2 février 2022                                           | Mohammed                                                                     | meurtre                                               | pendaison                                       |
| Tadjikistan         | avril 2004                                               | Rachabmurod Chumayev, Umed Idiyev, Akbar Radzshabov et Mukharam Fatkhulloyev | meurtres de masse                                     | peloton d'exécution                             |
| Taïwan              | 1er avril 2020                                           | Weng Jen-hsien                                                               | incendie volontaire/meurtre                           | arme à feu                                      |
| Thaïlande           | 18 juin 2018                                             | Thirasak Longchi                                                             | vol qualifié/meurtre                                  | injection létale                                |
| Turkménistan        | 1997                                                     |                                                                              |                                                       |                                                 |
| Vietnam             | 2021                                                     | Quan                                                                         | infractions liées à la drogue                         | injection létale                                |
| Yémen               | 6 novembre 2021                                          | homme anonyme                                                                | meurtre                                               | arme à feu                                      |

## Europe
| Pays                  | Date de dernière exécution                                                                                                | Nom | Crime                                                                                                  | Méthode                      |
| --------------------- | --- | --- | --- | ---------------------------- |
| Albanie               | 29 juin 1995 | | meurtre                                                                                                | pendaison                    |
| Allemagne             | 18 février 1949, 11 mai 1949                                                                                              | Richard Schuh (en) Berthold Wehmeyer (en) (Berlin-Ouest)                                                                                             | meurtre                                                                                                | décapitation à la guillotine |
| Allemagne de l'Est    | 26 juin 1981 | Werner Teske | trahison                                                                                               | arme à feu unique            |
| Andorre               | 18 octobre 1943, | Pere Areny | meurtre                                                                                                | peloton d'exécution          |
| Arménie               | 30 août 1991 | homme anonyme | meurtre                                                                                                | arme à feu unique            |
| Autriche              | 24 mars 1950 | Johann Trnka (en) | meurtre                                                                                                | pendaison                    |
| Azerbaïdjan           | 1993 | | | arme à feu unique            |
| Belgique              | 9 août 1950 | Philipp Schmitt | crime de guerre                                                                                        | peloton d'exécution          |
| Biélorussie           | 13 mai 2021, | Victor Pavlov | meurtre                                                                                                | arme à feu                   |
| Bosnie-Herzégovine    | 1977 (en tant que république de l'ex-Yougoslavie)                                                                         | Dušan Prodić | meurtre                                                                                                | peloton d'exécution          |
| Chypre                | 13 juin 1962 | Hambis Zacharia, Michael Hiletikos et Lazaris Demetriou                                                                                              | meurtre                                                                                                | pendaison                    |
| Chypre du Nord        | jamais utilisée | | |                              |
| Croatie               | 29 janvier 1987 (en tant que république de l'ex-Yougoslavie)                                                              | Dušan Kosić | meurtre                                                                                                | peloton d'exécution          |
| Danemark              | 20 juillet 1950 | Ib Birkedal Hansen (en) | crime de guerre                                                                                        | peloton d'exécution          |
| Espagne               | 27 septembre 1975 | José Luis Sánchez Bravo (es), José Humberto Francisco Baena Alonso (es), Ramón García Sanz (es), Juan Paredes Manot et Angel Otaegui Echevarría (es) | meurtre                                                                                                | peloton d'exécution          |
| Estonie               | 11 septembre 1991 | Rein Oruste | meurtre                                                                                                | arme à feu unique            |
| Finlande              | 3 septembre 1944 | trois infiltrés soviétiques | crime de guerre                                                                                        | peloton d'exécution          |
| France                | 10 septembre 1977 | Hamida Djandoubi | meurtre/viol/torture                                                                                   | guillotine                   |
| Géorgie               | 1995 | | meurtre                                                                                                | arme à feu unique            |
| Gibraltar             | 11 janvier 1944 | Luis López Cordón-Cuenca et José Martín Muñoz | trahison/sabotage                                                                                      | pendaison                    |
| Grèce                 | 25 août 1972 | Vassilis Lymberis (en) | meurtre                                                                                                | peloton d'exécution          |
| Guernesey             | 10 février 1854 | John Tapner | meurtre                                                                                                | pendaison                    |
| Haut-Karabagh         | jamais utilisée | | |                              |
| Hongrie               | 14 juillet 1988 | Ernő Vadász (en) | meurtre avec torture (en)                                                                              | pendaison                    |
| Île de Man            | 1er août 1872 | John Kewish (en) | parricide                                                                                              | pendaison                    |
| Irlande               | 20 avril 1954 | Michael Manning (en) | meurtre                                                                                                | pendaison                    |
| Islande               | 12 janvier 1830 | Agnes Magnúsdóttir (en) et Friðrik Sigurðsson (is)                                                                                                   | meurtre                                                                                                | décapitation publique        |
| Italie                | 5 mars 1947 | Aurelio Gallo, Emilio Battisti et Aldo Morelli | crime de guerre                                                                                        | peloton d'exécution          |
| Jersey                | 9 octobre 1959 | Francis Joseph Huchet (en) | meurtre                                                                                                | pendaison                    |
| Kosovo                | 26 avril 1984 (en tant que province de l'ex-Yougoslavie)                                                                  | Ferat Muja | meurtre                                                                                                | peloton d'exécution          |
| Lettonie              | 26 janvier 1996 | Rolands Laceklis-Bertmanis | meurtre                                                                                                | arme à feu unique            |
| Liechtenstein         | 26 février 1785 | Barbara Erni (en) | vol | décapitation publique        |
| Lituanie              | 12 juillet 1995 | Boris Dekanidze | meurtre                                                                                                | arme à feu unique            |
| Luxembourg            | 24 février 1949 | | trahison                                                                                               | peloton d'exécution          |
| Macédoine du Nord     | 29 mars 1988 (en tant que république de l'ex-Yougoslavie)                                                                 | Malje Zeqiri | meurtre et viol                                                                                        | peloton d'exécution          |
| Malte                 | 5 juillet 1943 | Karmnu Zammit et Guiseppi Zammit | meurtre                                                                                                | pendaison                    |
| Moldavie              | Aucune depuis l'indépendance du pays le 27 août 1991                                                                      | | |                              |
| Monaco                | 1847 | | meurtre                                                                                                | décapitation à la guillotine |
| Monténégro            | 29 janvier 1981 (en tant que république de l'ex-Yougoslavie)                                                              | Dragiša Ristić | meurtre                                                                                                | peloton d'exécution          |
| Norvège               | 28 août 1948 | Ragnar Skancke | trahison                                                                                               | peloton d'exécution          |
| Ossétie du Sud-Alanie | jamais utilisée | | |                              |
| Pays-Bas              | 21 mars 1952 | Artur Albrecht et Andries Jan Pieters (en) | crime de guerre                                                                                        | peloton d'exécution          |
| Pologne               | 21 avril 1988 | Andrzej Czabański (en) | meurtre                                                                                                | pendaison                    |
| Portugal              | 16 septembre 1917 | João Augusto Ferreira de Almeida (en) | désertion                                                                                              | peloton d'exécution          |
| Roumanie              | 25 décembre 1989 | Nicolae Ceaușescu et Elena Ceaușescu | génocide, crimes contre l'État                                                                         | peloton d'exécution          |
| Royaume-Uni           | 13 août 1964 | Peter Anthony Allen (en) et Gwynne Owen Evans (en)                                                                                                   | meurtre capital (en)                                                                                   | pendaison                    |
| Russie                | juin 1999 (en Tchétchénie), 2 août 1996 ou 2 septembre 1996 (reste de la Russie, contesté)                                | Salan Bakharchiyev (en Tchétchénie) Sergueï Golovkine (reste de la Russie, 2 août), homme anonyme (reste de la Russie, 2 septembre)                  | meurtre (Bakharchiyev) meurtre, viol, écartèlement, torture (Golovkine), crime inconnu (homme anonyme) | arme à feu unique            |
| Saint-Marin           | 1468 ou 1667 | | | pendaison                    |
| Serbie                | 15 février 1992 (en tant que république de l'ex-Yougoslavie),                                                             | Johan Drozdek | meurtre                                                                                                | peloton d'exécution          |
| Slovaquie             | 8 juin 1989 (en tant que république de l'ex-Tchécoslovaquie)                                                              | Štefan Svitek (en) | meurtre                                                                                                | pendaison                    |
| Slovénie              | 30 octobre 1959 (en tant que république de l'ex-Yougoslavie)                                                              | Franc Rihtarič | meurtre                                                                                                | peloton d'exécution          |
| Suède                 | 23 novembre 1910 | Alfred Ander | meurtre                                                                                                | décapitation à la guillotine |
| Suisse                | 7 décembre 1944 | Hermann Grimm et Walter Laubscher | trahison                                                                                               | peloton d'exécution          |
| Tchéquie              | 2 février 1989 (en tant que république de l'ex-Tchécoslovaquie)                                                           | Vladimír Lulek (en) | meurtre                                                                                                | pendaison                    |
| Transnistrie          | jamais utilisée | | |                              |
| Turquie               | 25 octobre 1984 | Hıdır Aslan (en) | meurtre                                                                                                | pendaison                    |
| Ukraine               | 11 mars 1997 | homme anonyme | meurtre                                                                                                | arme à feu unique            |
| Vatican               | 9 juillet 1870 (en tant que membre des États pontificaux) (jamais utilisé comme Cité du Vatican, créé le 11 février 1929) | Agabito Bellomo | meurtre                                                                                                | décapitation à la guillotine |

## Océanie
| Pays                        | Date de dernière exécution                                 | Nom                                    | Crime   | Méthode   |
| --------------------------- | ---------------------------------------------------------- | -------------------------------------- | ------- | --------- |
| Australie                   | 3 février 1967                                             | Ronald Ryan (en)                       | meurtre | pendaison |
| États fédérés de Micronésie | Aucune depuis l'indépendance du pays le 3 novembre 1986    |                                        |         |           |
| Fidji                       | Aucune depuis l'indépendance du pays le 10 octobre 1970    |                                        |         |           |
| Îles Cook                   | Aucune depuis l'autonomie du 4 août 1965                   |                                        |         |           |
| Îles Marshall               | Aucune depuis l'indépendance du pays le 21 octobre 1986    |                                        |         |           |
| Îles Salomon                | Aucune depuis l'indépendance du pays le 7 juillet 1978     |                                        |         |           |
| Kiribati                    | Aucune depuis l'indépendance du pays le 12 juillet 1979    |                                        |         |           |
| Nauru                       | Aucune depuis l'indépendance du pays le 31 janvier 1968    |                                        |         |           |
| Niue                        | jamais utilisée                                            |                                        |         |           |
| Nouvelle-Zélande            | 17 février 1957                                            | Walter James Bolton (en)               | meurtre | pendaison |
| Palaos                      | Aucune depuis l'indépendance du pays le 1er octobre 1994   |                                        |         |           |
| Papouasie-Nouvelle-Guinée   | Aucune depuis l'indépendance du pays le 16 septembre 1975, |                                        |         |           |
| Samoa                       | Aucune depuis l'indépendance du pays le 1er janvier 1962   |                                        |         |           |
| Tonga                       | 7 septembre 1982                                           | Haloti Sole, Livingi Sole et Fili Esau | meurtre | pendaison |
| Tuvalu                      | Aucune depuis l'indépendance du pays le 1er octobre 1978   |                                        |         |           |
| Vanuatu                     | Aucune depuis l'indépendance du pays le 30 juillet 1980    |                                        |         |           |